# Svetozar Boroević
O Generalfeldmarschall Svetozar Boroević (ou Borojević) (13 de dezembro de 1856 – 23 de maio de 1920) foi um marechal de campo que servia no exército do Império Austro-Húngaro. Ele tinha origem sérvia e nasceu no território que hoje pertence a Croácia, e depois se mudou para a Áustria onde estudou em academias militares na cidade de Graz, atendendo a escola de cadetes de Liebenau em 1875. Sua primeira experiência de combate veio na campanha austro-húngara na Bósnia e Herzegovina em 1878. Em 1897 ascendeu a patente de coronel e em 1913 se tornou um general de infantaria.
No começo da Primeira Grande Guerra, em 1914, serviu na Frente Oriental e depois foi transferido para a frente italiana. Destacou-se por sua astúcia em comando e por seu pragmatismo, especialmente nas campanhas durante o cerco de Przemyśl e na batalha de Vittorio Veneto. Também era considerado arrogante mas prezava pela vida dos seus soldados, sendo contrário a ordens de desperdiçar a vida dos seus homens em ofensivas sem sentido (especialmente na luta na Itália). Perto do fim do conflito recebeu o título de Barão. Enquanto estava na cidade de Velden em meados de 1918, ele enviou uma mensagem a Viena oferecendo suas tropas em apoio ao imperador austro-húngaro Carlos I que enfrentava uma revolta anti-monarquista dentre o povo. Porém com a desmobilização do exército real em 6 de novembro de 1918, Boroević resolveu se aposentar um mês mais tarde. Quando o império foi oficialmente dissolvido, ele tentou se tornar um cidadão do Reino dos Sérvios, Croatas e Eslovenos mas foi negado pelo governo local. Ele se estabeleceu então em Caríntia, onde soube que suas posses e o dinheiro que havia guardado durante todos os anos de sua vida haviam sido confiscados pelas autoridades. Sua pensão como veterano também foi negada pelo governo. O desdém político vinha do fato de que, apesar de etnicamente eslavo, Boroević apoiou os austríacos na repressão da sua terra natal. No final, ele viveu o resto de sua vida em uma pequena casa, triste e depressivo. Faleceu em 23 de maio de 1920 e foi enterrado sem cerimônias ou honras, com apenas sua esposa comparecendo.